# أندريه فريديريك هارتمان
أندريه فريديريك هارتمان (بالفرنسية: André Frédéric Hartmann)‏ هو سياسي فرنسي، ولد في 19 أكتوبر 1772 في كولمار في فرنسا، وتوفي في 1 مايو 1861 في فرنسا. انتخب member of the Chamber of Peers ‏ وانتخب نائب فرنسي.